# Provinzunmittelbare Verwaltungszone
Provinzunmittelbare Verwaltungszonen (chinesisch 副省級行政區 / 副省级行政区, Pinyin fùshěngjí xíngzhèngqū) sind Verwaltungseinheiten auf Ebene einer bezirksfreien Stadt der Volksrepublik China. Die ersten provinzunmittelbaren Städte (副省級城市 / 副省级城市,  fù shěngjí chéngshì) bekamen durch Regierungsbeschluss vom 25. Februar 1994 einen hervorgehobenen Sonderstatus. Wörtlich übersetzt lautet die Statusbezeichnung 副省级 „Vize-Provinzrang“, und «chéngshì» bezeichnet den Begriff Stadt mit zwei unterschiedlichen Konnotationen: 城 «chéng» bedeutet auch „Burg“, 市 «shì» auch „Markt“. Der Rangbezeichnung entsprechend hat der Oberbürgermeister einer solchen Stadt bzw. der Vorsitzende einer solchen Verwaltungszone den gleichen Rang wie der Vize-Gouverneur einer Provinz. Ursprünglich wurden 16 provinzunmittelbare Städte geschaffen. Seit Chongqing 1997 in den Rang einer regierungsunmittelbaren Stadt erhoben wurde, verbleiben 15 Städte. Darüber hinaus gibt es zwei Neue Stadtbezirke (新區 / 新区,  Xīn Qū) und einen Provinzunmittelbaren Autonomen Bezirk (副省級自治州 / 副省级自治州,  fù shěngjí zìzhìzhōu). Diese haben ein wesentlich höheres Maß an Rechten, Kompetenzen und Verantwortlichkeiten, vor allem in den Bereichen Justiz und Ökonomie, als die anderen 270 bezirksfreien Städte. Insofern lässt sich 副省级 «fù shěngjí» auch mit „Beinahe-Provinzrang“ übersetzen.

## Provinzunmittelbare Städte
Derzeit (2020) gibt es 15 Provinzunmittelbare Städte.
| Provinzunmittelbare Stadt | Provinz      |
| ------------------------- | ------------ |
| Changchun                 | Jilin        |
| Chengdu                   | Sichuan      |
| Dalian                    | Liaoning     |
| Guangzhou                 | Guangdong    |
| Hangzhou                  | Zhejiang     |
| Harbin                    | Heilongjiang |
| Jinan                     | Shandong     |
| Nanjing                   | Jiangsu      |
| Ningbo                    | Zhejiang     |
| Qingdao                   | Shandong     |
| Shenyang                  | Liaoning     |
| Shenzhen                  | Guangdong    |
| Wuhan                     | Hubei        |
| Xiamen                    | Fujian       |
| Xi’an                     | Shaanxi      |

- Unter den 15 Städten sind zehn Provinzhauptstädte (Changchun, Chengdu, Guangzhou, Hangzhou, Harbin, Jinan, Nanjing, Shenyang, Wuhan und Xi’an).
- In den Provinzen Guangdong, Liaoning, Shandong und Zhejiang gibt es jeweils zwei provinzunmittelbare Städte,
- in Fujian, Heilongjiang, Hubei, Jiangsu, Jilin, Shaanxi und Sichuan jeweils eine.
- Von diesen Provinzen mit einer provinzunmittelbaren Stadt ist Fujian die einzige, in der diesen Rang nicht die Hauptstadt hat.

## Neue Stadtbezirke
1. Neuer Stadtbezirk Pudong in Shanghai
2. Neuer Stadtbezirk Binhai in Tianjin

## Provinzunmittelbare Autonome Bezirke
1. Provinzunmittelbarer Kasachischer Autonomer Bezirk Ili in Xinjiang